# Pentagonia pinnatifida
Pentagonia pinnatifida là một loài thực vật có hoa trong họ Thiến thảo. Loài này được Seem. mô tả khoa học đầu tiên năm 1848.